# Nkokebu
Nkokebu est l'un des quatre villages de la commune de Babessi, département de Ngo-Ketunjia de la région du Nord-Ouest du Cameroun.

## Population
Au dernier recensement de 2005, le village comptait 190 habitants, dont 79 hommes et 111 femmes.  
La langue principale est le bangolan.

## Climat
Le secteur a deux saisons : la saison des pluies de mars à octobre avec une pluviométrie moyenne de 1 270 à 1 778 mm, et la saison sèche de novembre à mars avec des températures maximales annuelles comprises entre 27,2 et 33,6 °C et des minimales comprises entre 7,8 et 15,9 °C.

## Sol et relief
La commune de Babessi est une plaine entourée de reliefs vallonnés s'étendant à environ 1 200 m d'altitude. Les sols sont constitués principalement de basalte, de trachyte et/ou de granite. Des dépôts d'alluvions et de matières organiques ont permis de créer des sols favorables à l'agriculture et au pâturage. Les marais et de marécages sont nombreux et ces sols gorgés d'eau ont souvent été transformés pour permettre la culture du riz dans la commune.

## Végétation et hydrologie
La végétation dominante de la commune est du type savanes avec des petits arbres chétifs. Quelques parcelles de forêts sont présentes, notamment des  forêts galeries de plantation de palmiers et de raphia dont l'exploitation est importante pour l'économie locale. Des plantations d'eucalyptus, de pruniers d’Afrique et de colas sont également présentes.

## Liens
- Ngo-Ketunjia online
- (en) Babessi, sur le site Communes et villes unies du Cameroun (CVUC)
- (en) Babessi Council Development Plan. Draft Report, PNDP, juillet 2011, 225 p.